# Guteneck
Guteneck település Németországban, azon belül Bajorországban. Lakosainak száma 834 fő (2023. december 31.).

## Népesség
A település népessége az elmúlt években az alábbi módon változott:
| Lakosok száma | 558  | 732  | 899  | 914  | 874  | 851  | 830  | 820  | 824  | 834  |
|               | 1875 | 1950 | 1975 | 1987 | 2012 | 2014 | 2016 | 2017 | 2021 | 2023 |